# Volkan Bayarslan
Volkan Bayarslan (* 1. Januar 1978 in Erzurum) ist ein türkischer Fußballschiedsrichter.

## Karriere
Bayarslan legte im Jahr 2000 im Alter von 22 Jahren seine Schiedsrichterprüfung in Istanbul ab. Inspiriert wurde er durch den ehemaligen FIFA-Fußballschiedsrichter Sadık Deda, der Bayarslan überreden konnte, die Schiedsrichterausbildung zu absolvieren. Bis zum Jahr 2011 war er als (Haupt-)Schiedsrichter in den Amateurspielklassen aktiv, wobei er von 2008 bis 2011 als 4. Offizieller in den professionellen Ligen eingesetzt wurde.
Sein Debüt in der höchsten türkischen Fußballliga, der Süper Lig, gab er am 30. Oktober 2011. Bayarslan leitete die Begegnung zwischen Bursaspor und Manisaspor.

## Privates
Bayarslan studierte fünf Jahre Geophysik an der Trabzon Karadeniz Teknik Üniversitesi und schloss sein Studium erfolgreich ab. Er ist verheiratet und hat ein Kind.
In seiner Jugend spielte er in der Fußballabteilung von Erzurumspor.